# Ан-Насир Юсуф

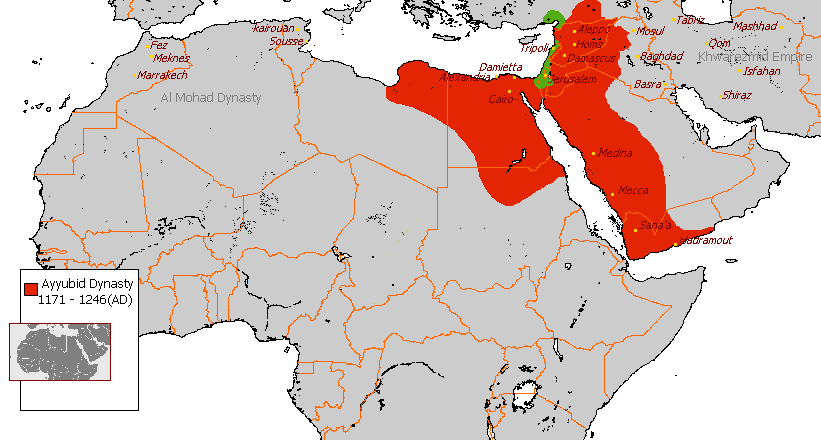
Империя Айюбидов в наибольшей площади

Ан-Насир Юсуф (араб. الناصر يوسف‎; 1228—1260 гг.н. э.), полное имя аль-Малик ан-Насир Салах ад-Дин Юсуф ибн аль-Азиз ибн аз-Захир ибн Юсуф ибн Айюб ибн Шади — айюбидский эмир Алеппо (1236—1260), султан государства Айюбидов с 1250 года до разграбления Алеппо монголами в 1260 году.

## Предыстория
Ан-Насир Юсуф был правнуком Саладина. Он стал айюбидским правителем Алеппо, когда ему было 7 лет, после смерти своего отца Аль-Азиза Мухаммеда . Его бабушка Дайфа Хатун, дочь Аль-Адиля I, была регентом до своей смерти в 1242 году.

## Конфликт с египетскими мамлюками
Когда египетский султан Айюбидов ас-Салих Айюб умер, а его сын Тураншах был убит бахри-мамлюками Египта, Шаджар ад-Дурр (вдова ас-Салиха Айюба) захватила трон Египта (1250 г.). Ан-Насир Юсуф, будучи айюбидом, отказался признать Шаджар ад-Дурр султаной Египта, и в знак поддержки эмиры Сирии подарили ему Сирийский город Дамаск.
Встревоженные этими событиями, лидеры мамлюков в Египте решили заменить Шаджар аль-Дурр на Атабека (главнокомандующего) Айбака . В октябре 1250 года ан-Насир Юсуф послал войска в Газу, чтобы завоевать Египет и свергнуть Айбак, но египетские войска во главе с Фарис ад-Дином Актаи одержали победу.
В январе 1251 года ан-Насир Юсуф повел другую армию в Египет и столкнулся с армией Айбака в важном сражении, однако потерпел поражение. Он бежал обратно в Дамаск, хотя некоторые из его солдат, которые смогли добраться до Каира, распространили в Египте первоначальное известие, что Юсуф выиграл битву. Позже, когда пришло известие об окончательной победе Айбака, солдаты и их командиры были арестованы, и Айбак отправил солдат, численностью около 3000 человек, в Дамаск на спинах ослов.
В 1253 году было достигнуто соглашение между ан-Насиром Юсуфом и Айбаком, которое дало египтянам контроль над Газой, Иерусалимом, Наблусом и береговой линией аш-Шама .
В 1254 году в Египте произошла ещё одна смена власти, когда Айбак убил Фарис ад-Дина Актая, лидера бахри-мамлюков. Некоторые из его мамлюков, в том числе Байбарс аль-Бундукдари и Калавун аль-Альфи, бежали к ан-Насиру Юсуфу в Сирии, убедив его нарушить договор и вторгнуться в Египет. Айбак написал ан-Насиру Юсуфу, предупреждая его об опасности мамлюков, которые нашли убежище в Сирии и согласились предоставить ему свои территориальные владения на побережье, но ан-Насир Юсуф отказался изгнать их и вместо этого вернул им владения, которые Айбак отдал.
В 1255 году ан-Насир Юсуф послал новые войска к египетской границе, на этот раз со многими мамлюками Актая, среди которых были Байбарс аль-Бундукдари и Калавун аль-Альфи, но он снова был разбит.

## Отношения с крестоносцами

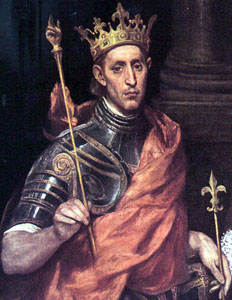
Людовик IX — Эль Греко, около 1595 г.

Ан-Насир поддерживал контакты и переписку с европейскими крестоносцами и пытался достичь соглашения с баронами Акко . Он косвенно предложил королю Франции Людовику IX возможность сдачи Иерусалима Людовику в обмен на помощь в завоевании Египта. Но Людовик, который уже потерял армию в Египте во время Седьмого крестового похода и все ещё пытался освободить заключенных в тюрьму солдат, ещё не был готов пойти на такую сделку. Однако Людовик отправил своего королевского оружейника в Дамаск для закупки материалов для производства арбалетов, и в 1254 году Ан-Насир подписал перемирие с крестоносцами.

## Монголы

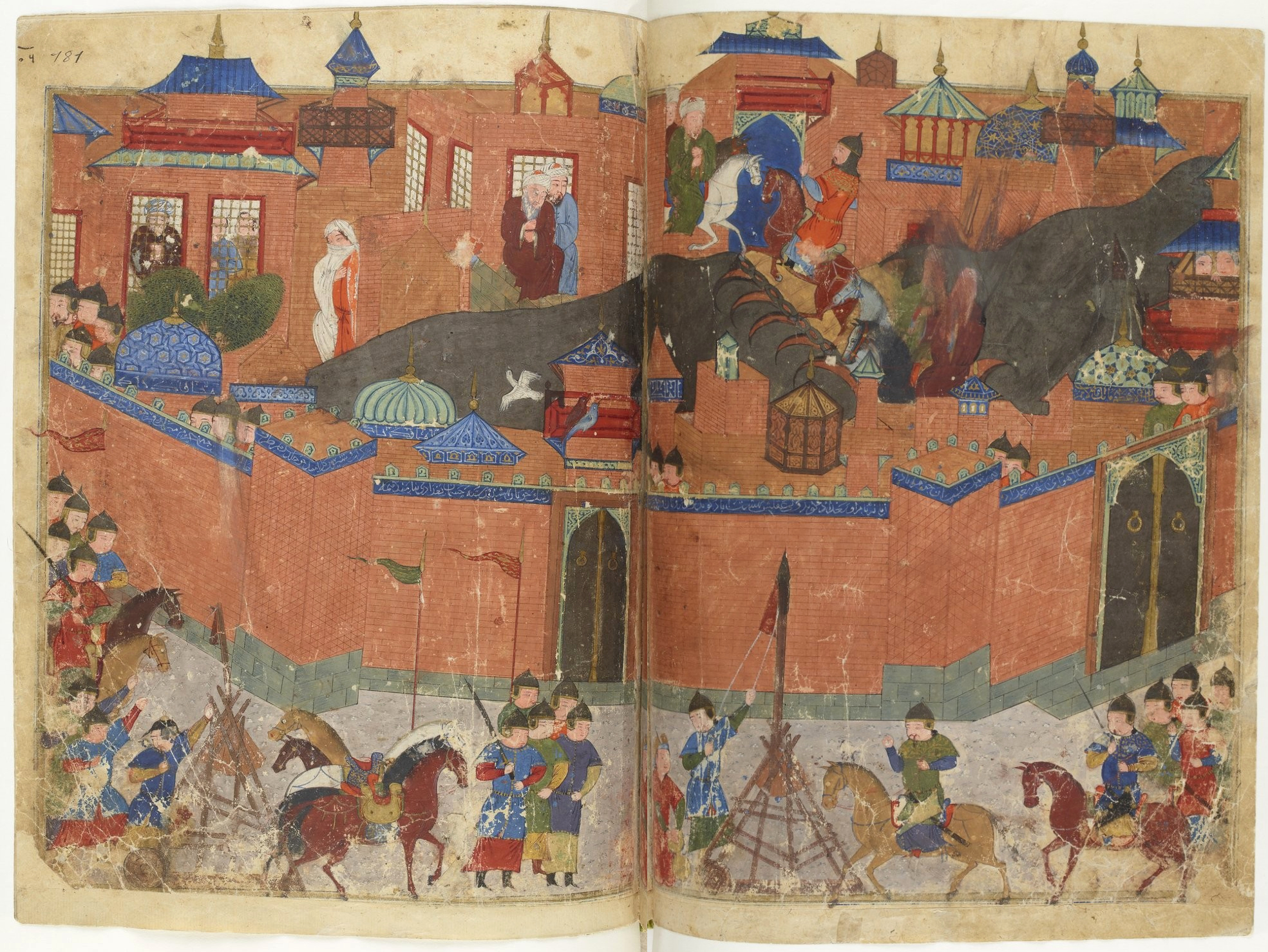
Армия Хулагу разграбила Багдад в 1258 году, картина из персидской рукописи XV века.

Правитель Египта Айбак был убит в 1257 году, и его молодой сын аль-Мансур Али, которому было всего 15 лет, стал новым султаном, а Кутуз — вице-султаном. В следующем году монголы во главе с Хулагу-ханом разграбили Багдад.
Байбарс аль-Бундукдари утверждал, что ан-Насир Юсуф должен мобилизовать армию и подготовиться к борьбе с монголами, маршировавшими в сторону Сирии. Но вместо этого Юсуф послал своего сына аль-Малика аль-Азиза с подарком Хулагу, прося помощи Хулагу во вторжении в Египет. Однако ответ Хулагу был предупреждением, что Юсуф должен немедленно подчиниться монгольской власти. Этот ответ напугал ан-Насира Юсуфа, который сразу же отправил в Египет письмо с просьбой о помощи. Саиф ад-Дин Кутуз, вице-султан Египта, решил противостоять монголам. Утверждая, что Египет не может противостоять приближающейся опасности, пока правит мальчик, Кутуз провозгласил себя султаном и начал собирать большую армию, хотя и заверил ан-Насира Юсуфа, что его действия были лишь временной мерой, пока опасность со стороны монголов не возникла.
Когда монголы двинулись к Алеппо, некоторые советники ан-Насира Юсуфа рекомендовали сдаться Хулагу. Это привело в бешенство Байбарса и его мамлюков, которые попытались убить ан-Насира Юсуфа, но он сбежал и бежал со своим братом в замок Дамаска, также отправив свою жену, сына и деньги в Египет. Многие жители Дамаска также бежали в Египет.

## Разграбление Алеппо
Монголы прибыли в Алеппо в декабре 1259 года. Тураншах, дядя ан-Насира Юсуфа отказался сдаться. После семидневной осады монголы штурмовали Алеппо и ещё пять дней истребляли его население. Тураншах покинул город и через несколько дней скончался. Когда известие о разграблении Алеппо дошло до ан-Насира Юсуфа, 31 января он и его армия бежали в сторону Газы, остановившись в Наблусе на несколько дней и оставив часть войск, которая, возможно, предназначалась для арьергарда.
Дамаск попал в руки монголов под командованием генерала Китбука через 16 дней после разграбления Алеппо. Эмиры Дамаска сдались, не оказав сопротивления.
После захвата Дамаска часть монгольских войск совершила набег на Палестину и сражалась с войсками ан-Насира в оливковых рощах Наблуса, разбив все силы .
Прибыв на границу с Египтом, некоторые эмиры ан-Насира Юсуфа покинули его и присоединились к Кутузу. Ан-Насир Юсуф, сын аль-Азиз и его брат аль-Захир были похищены в Газе одним из его слуг и отправлены в Хулагу Ан-Насир и его брат были казнены после того, как Хулагу услышал известие о поражении монгольской армии в Айн-Джалуте египетской армией во главе с Кутузом и Байбарсом 3 сентября 1260 года.